# 入ってまあす!
『入ってまあす!』（はいってまあす!）は、朝日放送（現在とは放送系列が異なる）が制作し、TBS系列にて、1972年7月6日から1972年9月28日まで、毎週木曜日21:00 - 21:56（JST）に放送されたホームコメディドラマ。全13回。

## 概要
念願のマイホームを手に入れたのはいいが、思わぬ事態から100万円近い借金を背負わされることになり、その返済策として友人夫妻に2階を貸したことから巻き起こる騒動の数々を描き、当時の住宅事情の問題などを絡ませ「住まいと人との係わり合い」「マイホームは庶民の最終目的なのかどうか」といったことをテーマにした作品。主人公の金子雄三を、『金太郎の孫』以来の出演となる関口宏が、妻の京子をABC制作ドラマの常連である川口晶が演じたほか、川崎敬三や藤間紫、児島美ゆき、加東大介、藤原釜足、音無美紀子、范文雀、高松しげお、新藤恵美といった個性豊かな俳優陣が脇を固めている。

## あらすじ
新婚4年目のサラリーマン・金子雄三（関口宏）は、妻の京子（川口晶）を喜ばせようと死に物狂いで働き、同僚からの酒の誘いも断り、親や兄弟からも借金した揚句、貯めたお金を元手に念願のマイホームを手に入れることに。しかし付帯工事などの関係で予算オーバーが発生し、新たに96万円を借り入れる羽目になった。早期に借金を返済したい雄三は、新婚ホヤホヤの友人・春山（川崎敬三）に2階を貸すことになったのだが、春山とは正式に夫婦ではないが事実婚関係で同居している沢井百合子（藤間紫）には4人の連れ子がおり…。その後も続々と同居人が押し寄せ、金子家は四六時中大騒ぎという状態に。100万円近い借金と、たくさんの同居人を抱えた金子夫妻の運命や如何に…。

## キャスト
- 金子雄三：関口宏
- 金子京子：川口晶
- 春山良介：川崎敬三
- 沢井百合子：藤間紫
- 沢井まり（百合子の長女）：児島美ゆき
- 角谷（百合子の義兄）：加東大介
- 鼻山：藤原釜足
- 鼻山愛子（鼻山の妻）：石井富子
- 鼻山友子（鼻山の娘）：糸見愛
- 成田律子：范文雀 - 雄三の親友で、インテリアデザイナー
- 音無美紀子
- 信次：高松しげお
- 金子洋子（雄三の妹）：新藤恵美
- 金子邦子（雄三の母）：山田桂子
- 珠子：赤座美代子
- 秋本：睦五郎 - 春山良介の勤める建築事務所の所長
- 土田：夏夕介 - まりのボーイフレンド
- 柴田：西条ひろし - 友子の恋人
- 青田（雄三の義兄）：笑福亭仁鶴
- 美枝子（プロボウラーの卵）：野村美枝子（第4話、第5話ゲスト）
ほか

## スタッフ
- プロデューサー：山内久司、上田洋介
- 脚本：西條道彦
- 演出：杉本宏（第1話～第9話）、上田洋介（第10話）、岡本悦治（第11話〜第13話）
- 制作著作：朝日放送

## 備考
- 当番組は大阪のABCセンターにて、2インチVTRで収録されたが、当時は機器や収録テープなどが高価である事や、著作権法などの縛りなどもあり、映像自体が残っているかどうかについては不明である。
- 制作局のABCは、『女人平家』の終了後に放送枠をいったんTBSに返上[3]、約5ヶ月後にTBSから再び放送枠を譲り受け、以後、『斬り抜ける・俊平ひとり旅』が終了するまでの約2年8カ月の間、数多くのドラマを制作している[4]。